# كوريا دياز
كوريا دياز (بالبرتغالية: Correia Dias‏) (24 مارس 1919 في البرتغال - ) هو لاعب كرة قدم برتغالي في مركز الهجوم. لعب مع نادي بورتو.